# 窯跡

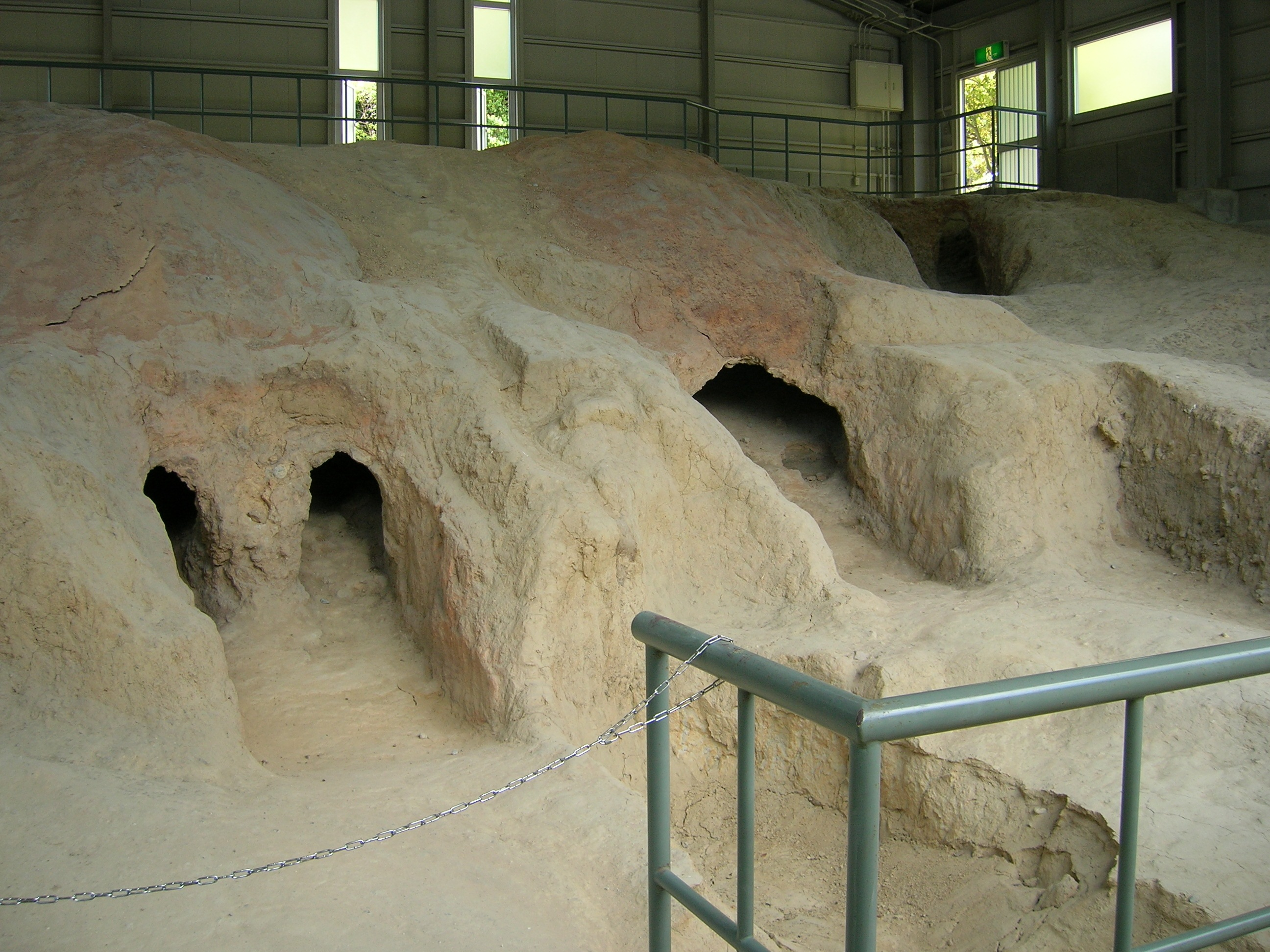
窯跡の例（愛知県瀬戸市・南山古窯跡群）

窯跡（かまあと/ようせき）とは、陶磁器を焼くために用いられた窯の遺構である。特に古い時代に作られたものは「古窯跡」（こようせき）や「窯址」（ようし）とも言う。群在する場合が多く、窯跡群（かまあとぐん/ようせきぐん）と呼ばれる遺跡群を形成する。

## 概要
窯跡は、過去に使われ遺棄された窯の跡で、周辺には陶磁器の破片や放置された製品である陶磁器が残されている場合がある。
陶芸は人間が石器時代より連綿と行ってきた器物の生産活動の一つであるが、この中では日用品から工芸・美術に至るまで様々なものが存在し、しばしば技術として開発されながらも後の時代には忘れ去られることがある。こういった製造過程を解明する手掛かりの一つがこの窯跡であり、文化財として現代に伝えられている製造方法の不明な陶磁器の再現を可能にする生産技法の解明も行われている。同分野ではラスター彩などを再現した加藤卓男の活動などが知られている。
このほか、日用品として大量生産された古陶器がこのような窯跡から発掘される場合もあり、骨董品（アンティーク）として注目される場合もある。